# Agitar antes de usar
Agitar antes de usar és el nom del quart àlbum que tragueren al mercat els Hombres G. El llançament es produí l'any 1988.

## Llista de cançons
1. Tengo una chica
2. No aguanto a tu prima
3. Nassau
4. Si no te tengo a ti
5. Viernes
6. Suéltate el pelo
7. Sera esta noche
8. He recuperado mi cabello
9. La madre de Ana
10. Viernes (instrumental)